# Glenn Hughes
Glenn Hughes (Cannock, Staffordshire, 21 de agosto de 1951) es un músico de rock británico de amplia trayectoria, mayormente conocido por haber sido bajista y cantante de Deep Purple en los años 1970. A mediados de la década de 1980 fue vocalista de Black Sabbath y realizó colaboraciones para Tony Iommi. Según ha contado el propio Hughes en numerosas entrevistas, sus padres le pusieron dicho nombre debido al fanatismo de ellos por el músico estadounidense Glenn Miller.
Hughes posee además una vasta carrera como solista, la cual se reactivó luego de superar con éxito años de abuso de drogas y problemas de salud. Ha participado en numerosas bandas y proyectos, y colaborado con variados artistas de diferentes géneros.
Luego de haber grabado tres álbumes junto a Black Country Communion, formó California Breed junto a Jason Bonham y Andrew Watt. Tras de una serie de presentaciones en vivo, y la prematura salida de Jason Bonham (siendo reemplazado por el baterista Joey Castillo), la banda se disolvió, dando lugar a la grabación de un nuevo disco solista de Hughes, llamado "Resonate", que vio la luz en noviembre de 2016.
Se anunció en septiembre de 2017 la salida de un nuevo álbum de estudio de Black Country Communion, con todos sus miembros originales, llamado simplemente "BCC IV" (dado que fue el cuarto disco de la banda).
El 8 de abril de 2016, ingresó al Salón de la Fama del Rock & Roll como miembro de Deep Purple.

## Trayectoria

### Años 1970: Trapeze, Deep Purple e inicios en solitario
Tras sus inicios en la banda Finders Keepers, en los años 60, Hughes se une a Trapeze a fines de esa década, grupo pionero en el hard rock con tintes psicodélicos y funk. Con Trapeze realiza tres álbumes de estudio, "Trapeze" y "Medusa" (1970), y "You Are the Music... We're Just the Band (1972), abandonando esta formación a continuación, al ser llamado para tocar en Deep Purple.
Grabó 3 discos memorables con Deep Purple entre 1973 y 1975 ("Burn", "Stormbringer" y "Come Taste the Band") tras la marcha de Ian Gillan, en la formaciones que se conocen como "Mark III" (junto a Ian Paice, Ritchie Blackmore, Jon Lord y David Coverdale), y "Mark IV" (junto a Paice, Bolin, Lord y Coverdale). Su paso por la banda inglesa se caracterizó por una marcada influencia Soul, una influencia que compartía con David Coverdale y que no complacía sin embargo a Ritchie Blackmore.
Tras la desintegración de Deep Purple, grabó su primer disco solista en 1977, titulado "Play Me Out".

### Años 1980: Hughes/Thrall, Seventh Star & Phenomena
En 1982 graba el único disco junto con el guitarrista Pat Thrall, llamado simplemente "Hughes/Thrall".
En 1985 participa en el disco conceptual titulado Phenomena, super grupo conceptual creado por el productor Tom Galley junto a Cozy Powell. Tras ello, cabe destacar su recordada colaboración con Tony Iommi, en el disco de 1986 "Seventh Star", un disco que fue editado bajo el nombre de "Black Sabbath featuring Tony Iommi", pero que se enfocó desde un primer momento como un álbum en solitario del guitarrista, y que tuvo continuidad con un Bootleg, que circulaba de manera clandestina bajo el nombre de "Eight Star", y que finalmente se editó en el 2004 bajo el nombre "The 1996 DEP Sessions", y que supuso la recuperación del tándem Iommi-Hughes, en un proyecto que recibió el nombre de Iommi.
Durante el resto de los años ochenta se sumió en una larga década de decadencia y excesos que no le permitieron continuar una línea artística estable y definida.

### Años 1990: reactivación
Su vuelta a la actividad estable aparece marcada con la colaboración en el disco de 1992 "Face The Truth" del, en aquel entonces, exguitarrista de Europe (banda en la que hoy en día toca nuevamente), John Norum. Posteriormente graba un gran disco llamado "From Now On" (1994), con varios miembros de Europe en su banda. A lo largo de la década grabó numerosos y notables discos

### Años 2000: Hughes-Turner Project, "Music for the Divine" y Iommi
Ya en el nuevo milenio, es de destacar su proyecto Hughes Turner Project, con el que fuera vocalista de Rainbow y Deep Purple, Joe Lynn Turner. A lo largo de más de una década desde ese entonces hasta hoy, grabó numerosos y notables discos como los recientes "Songs In The Key Of Rock" (2003), "Soul Mover" (2005), y "Music for the divine" (2006); este último, un rotundo éxito de crítica en el que colaborarían el batería Chad Smith (Red Hot Chili Peppers) y el guitarrista de Jane's Addiction Dave Navarro, una muestra más de su eclecticismo e inclinaciones por los sonidos funk. Tras la grabación de este disco, Glenn y el baterista Chad Smith iniciarían una gira que recalaría en Europa. Tras ello Glenn graba el disco "Fused", continuación de su colaboración con el legendario Tony Iommi, guitarrista de Black Sabbath.
El 9 de mayo de 2008 ve la luz el disco "First Underground Nuclear Kitchen" (conocido también como FUNK) y vuelve a encontrar a Glenn trabajando junto a Chad Smith. Luego de varios años de gira, bandas paralelas y varios proyectos musicales, Hughes se embarca en un nuevo disco solista recién en el año 2016, publicando el álbum "Resonate". La banda que lo acompaña es la misma que salió de gira con él durante casi 10 años, siendo Soren Andersen su guitarrista y Pontus Engborg su baterista. Nuevamente Chad Smith toma la posta en dos temas del disco: "Heavy", canción que abre la placa, y "Long time gone", tema que lo cierra. Tal como lo venía haciendo en cada disco nuevo, la edición japonesa de "Resonate" incluye dos bonus track. En este caso se trata de "Nothing's the same" (cover de la canción interpretada, originalmente, por Gary Moore) y una versión acústica de "When I fall).

### Otras colaboraciones y apariciones
El 20 de noviembre de 1998 estuvo como invitado en un recital de Walter Giardino Temple en el Teatro Coliseo tocando temas como "Burn" y otros clásicos de Deep Purple. También fue invitado por Rata Blanca a participar en dos conciertos, el 11 y 12 de diciembre de 2003, en el teatro Gran Rex. Este evento fue plasmado en el DVD Rata Blanca & Glenn Hughes, dejando registro de las interpretaciones de los temas "Stormbringer", "Mistreated", "You keep on moving" y "Burn", de Deep Purple. En la edición brasilera del DVD, se puede apreciar "No stranger to love", el quinto tema interpretado por la banda y Hughes, perteneciente al disco Seventh Star de Black Sabbath. Dicho tema se encuentra disponible en Youtube.
En 2003 participó en la ópera metal titulada Aina: Days of Rising Doom.
Durante el año 2012, se unió a la banda "Rock n roll All Stars", que incluía nombres como Matt Sorum, Gene Simmons, Duff McKagan, Billy Duffy, Ed Roland, Sebastian Bach, entre otros, realizando una mini gira por Sudamérica. La agrupación luego cambió su nombre a Kings of chaos. Actualmente los miembros son rotativos, de acuerdo a la disponibilidad en la agenda de cada uno.
El 12 de enero de 2018 fue publicado el disco "What happens next", del guitarrista Joe Satriani, en el cual Hughes aportó su bajo, completando el trío el baterista Chad Smith. El álbum fue grabado en las ciudades de Los Ángeles y San Francisco.
En septiembre de 2019 se anunció que Glenn colaboraría con la banda The Dead Daisies aportando su voz y su bajo, ante la salida de John Corabi y Marco Mendoza.

## Características y estilo
Glenn Hughes posee una poderosa voz, su caudal de voz es amplísimo, alcanzando notas en el extremo agudo con una potencia poco común, lo cual se aprecia en diversos temas grabados a lo largo de su carrera. También posee la particularidad de realizar notorios cambios de registro, dejando constancia de sus muy marcadas influencias soul y funk. En su instrumento, el bajo, posee un considerable virtuosismo, siendo uno de los primeros en mezclar los mencionados sonidos y estructuras funk y soul con hard rock.

## Autobiografía
En mayo de 2011 fue publicada su autobiografía titulada Deep Purple And Beyond: Scenes From The Life Of A Rock Star («Deep Purple y más: escenas de la vida de una estrella de rock»). El libro fue escrito en conjunto con el autor Joel McIver, con prólogo de Lars Ulrich, baterista de Metallica, e incluye contribuciones de Tony Iommi, David Coverdale, Ozzy Osbourne y Tom Morello, entre otros artistas, así como también comentarios de sus padres, esposa y amigos íntimos. El libro relata su infancia, iniciación musical, su paso por Deep Purple, su lucha contra las adicciones y su presente alejado de las drogas, el alcohol y las malas compañías, enfocado en la música y diferentes actividades con su familia.

## Discografía

### Solo
En estudio
- Play Me Out (1977)
- L.A. Blues Authority Volume II: Glenn Hughes - Blues (1992)
- From Now On... (1994)
- Feel (1995)
- Addiction (1996)
- The Way It Is (1999)
- Return of Crystal Karma (2000)
- A Soulful Christmas (2000)
- Building the Machine (2001)
- Songs in the Key of Rock (2003)
- Soul Mover (2005)
- Music for the Divine (2006)
- First Underground Nuclear Kitchen (2008)
- Resonate (2016)

En vivo
- Burning Japan Live (1994)
- Talk About It EP (1997) (Incluye temas en vivo y versiones acústicas)
- Soulfully Live in the City of Angels (CD/DVD) (2004)
- Freak Flag Flyin' (2005)
- Live in Australia (CD/DVD) (2007)
- Live in Wolverhampton (Official Bootleg) (CD/DVD) (2009)

Compilados
- Greatest Hits: The Voice of Rock (1996)
- The God of Voice: Best of Glenn Hughes (1998)
- From the Archives Volume I - Incense & Peaches (2000)
- Different Stages - The Best of Glenn Hughes (2002)
- This Time Around (2007)
- The Official Bootleg Box Set: Volume One (2018)
- The Official Bootleg Box Set: Volume Two (2019)
- Glenn Hughes: Justified Man – The Studio Albums 1995-2003 (2020)

### Con Finders Keepers
- Sadie, the Cleaning Lady (single, 1968)

### ConTrapeze
- Trapeze (1970)
- Medusa (1970)
- You Are the Music...We're Just the Band (1972)
- Welcome to the Real World (en vivo, 1993)

### ConDeep Purple
En estudio
- Burn (1974)
- Stormbringer (1974)
- Come Taste the Band (1975)

En vivo
- Made in Europe (1975)
- Last Concert in Japan (1977)
- Live in London (1982)
- On the Wings of a Russian Foxbat: Live in California 1976 (1995)
- California Jamming (1996)
- Live in Paris 1975 (2004)
- Phoenix Rising (2011)

### ConTony Iommi
- Black Sabbath featuring Tony Iommi - Seventh Star (1986)
- The 1996 DEP Sessions (2004)
- Fused (2005)

### Hughes Turner Project
- HTP (2002)
- Live in Tokyo (2002)
- HTP 2 (2003)

### Voodoo Hill
- Voodoo Hill (2000)
- Wild seed of mother earth (2004)
- Waterfall (2015)

### Black Country Communion
- Black Country Communion (2010)
- 2 (2011)
- Live over Europe (2011)
- Afterglow (2012)
- BCC IV (2017)
- V (2024)

### California Breed
- California Breed (2014)

### Otras colaboraciones
- Roger Glover & Guests - The Butterfly Ball and the Grasshopper's Feast (1974)
- Jon Lord - Windows (1974)
- Tommy Bolin - Teaser (1975)
- Various Artists - The Wizard's Convention (1976)
- Pat Travers - Makin' Magic (1977)
- 4 On the Floor - 4 On the floor (1979)
- Climax Blues Band - Lucky for Some (1981)
- Hughes/Thrall - Hughes/Thrall (1982)
- Night Ranger - Midnight Madness (1983)
- Heaven - Where Angels Fear to Tread (1983)
- Phenomena - Phenomena (1985)
- Gary Moore - Run for Cover (1985)
- Various Artists - Dragnet (banda sonora, 1987)
- Phenomena II - Dream Runner (1987)
- Whitesnake - Slip of the Tongue (1989)
- XYZ - XYZ (1989)
- Notorious - Notorious (1990)
- Various Artists - Music from and Inspired by the Film Highlander II: The Quickening (1990)
- The KLF - America: What Time Is Love? (single) (1992)
- Lynch Mob - Lynch Mob (1992)
- John Norum - Face the Truth (1992)
- Geoff Downes/The New Dance Orchestra - Vox Humana (European version) (1993)
- Sister Whiskey - Liquor and Poker (1993)
- Marc Bonilla - American Matador (1993)
- George Lynch - Sacred Groove (1993)
- Stevie Salas - Stevie Salas Presents: The Electric Pow Wow (1993)
- Manfred Ehlert's Amen - Manfred Ehlert's Amen (1994)
- Various Artists - Smoke on the Water: A Tribute (1994)
- L.A. Blues Authority Volume V - Cream of the Crop: A Tribute (1994)
- Hank Davison & Friends - Real Live (1995)
- Brazen Abbot - Live and Learn (1995)
- Wet Paint - Shhh..! (1995)
- Richie Kotzen - Wave of Emotion (1996)
- Liesegang - No Strings Attached (1996)
- Asia - Archiva Vol. 1 (1996)
- Various Artists - To Cry You a Song: A Collection of Tull Tales (1996)
- Various Artists - Dragon Attack: A Tribute to Queen (1996)
- Amen - Aguilar (1996)
- Glenn Hughes/Geoff Downes - The Work Tapes (1998)
- Glenn Hughes, Johnnie Bolin & Friends - Tommy Bolin: 1997 Tribute (1998)
- Stuart Smith - Heaven and Earth (1998)
- Various Artists - Humanary Stew: A Tribute to Alice Cooper (1999)
- Various Artists - Encores, Legends & Paradox: A Tribute to the Music of ELP (1999)
- The Bobaloos - The Bobaloos (1999)
- Niacin - Deep (1999)
- Erik Norlander - Into the Sunset (2000)
- Tidewater Grain - Here on the Outside (2000)
- Craig Erickson Project - Shine (2000)
- Nikolo Kotzev - Nikolo Kotzev's Nostradamus (2001)
- Max Magagni - Twister (2001)
- Various Artists - Stone Cold Queen: A Tribute (2001)
- Various Artists - Another Hair of the Dog - A Tribute to Nazareth (2001)
- Various Artists - Let the Tribute Do the Talking - A Tribute to Aerosmith (2001)
- Ape Quartet - Please Where Do We Live? (2001)
- Voices of Classic Rock - Voices for America (2001)
- Ellis - Ellis Three (E-III) (2001)
- The Alchemist - Songs from the Westside (2002)
- Various Artists - An All Star Lineup Performing the Songs of Pink Floyd (2002)
- Ryo Okumoto - Coming Through (2002)
- Jeff Scott Soto - Prism (2002)
- Various Artists - Influences & Connections, Volume 1, Mr.Big (2003)
- Chris Catena - Freak Out! (2003)
- Rata Blanca & Glenn Hughes (2003)
- Aina - Days of Rising Doom (2003)
- Michael Men Project - Made in Moscow (2005)
- Phenomena - Psychofantasy (2006)
- Moonstone Project - Time to Take a Stand' (2006)
- The Lizards - Against All Odds (2006)
- Quiet Riot - Rehab (2006)
- Ken Hensley - Blood on the Highway (2007)
- Sin-atra (Tributo hecho por cantantes de Rock/Metal a Frank Sinatra) (2011)
- Device - Device (2013)
- Gov'T Mule - Shout (2013)
- Ronnie James Dio - This Is Your Life [Tribute Album]- Catch The Rainbow (2014)
- Joe Satriani - What happens next (2018)